# Let's Do It! World

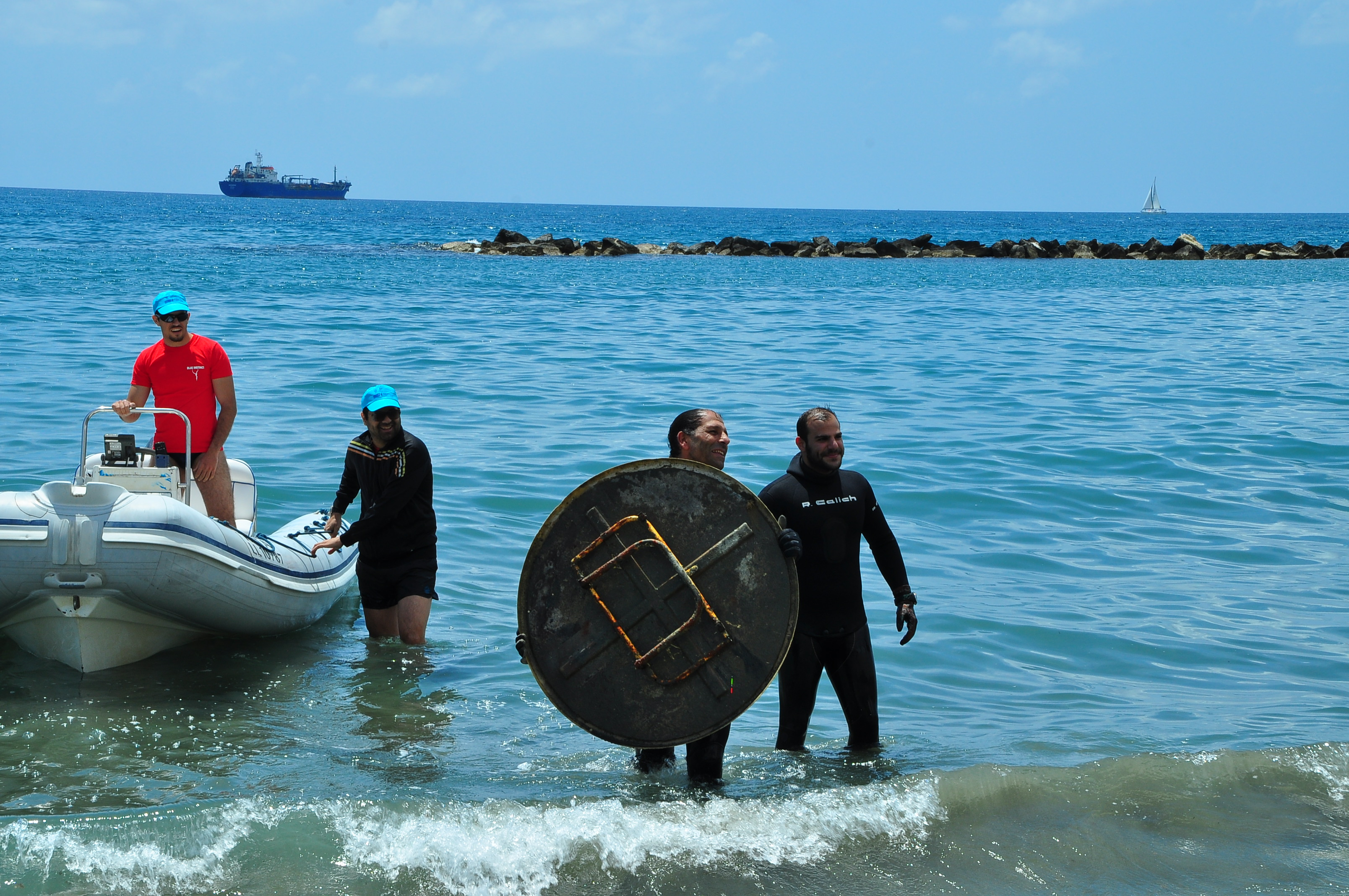
Let's Do It! Mediterráneo 2014. Activismo en Chipre

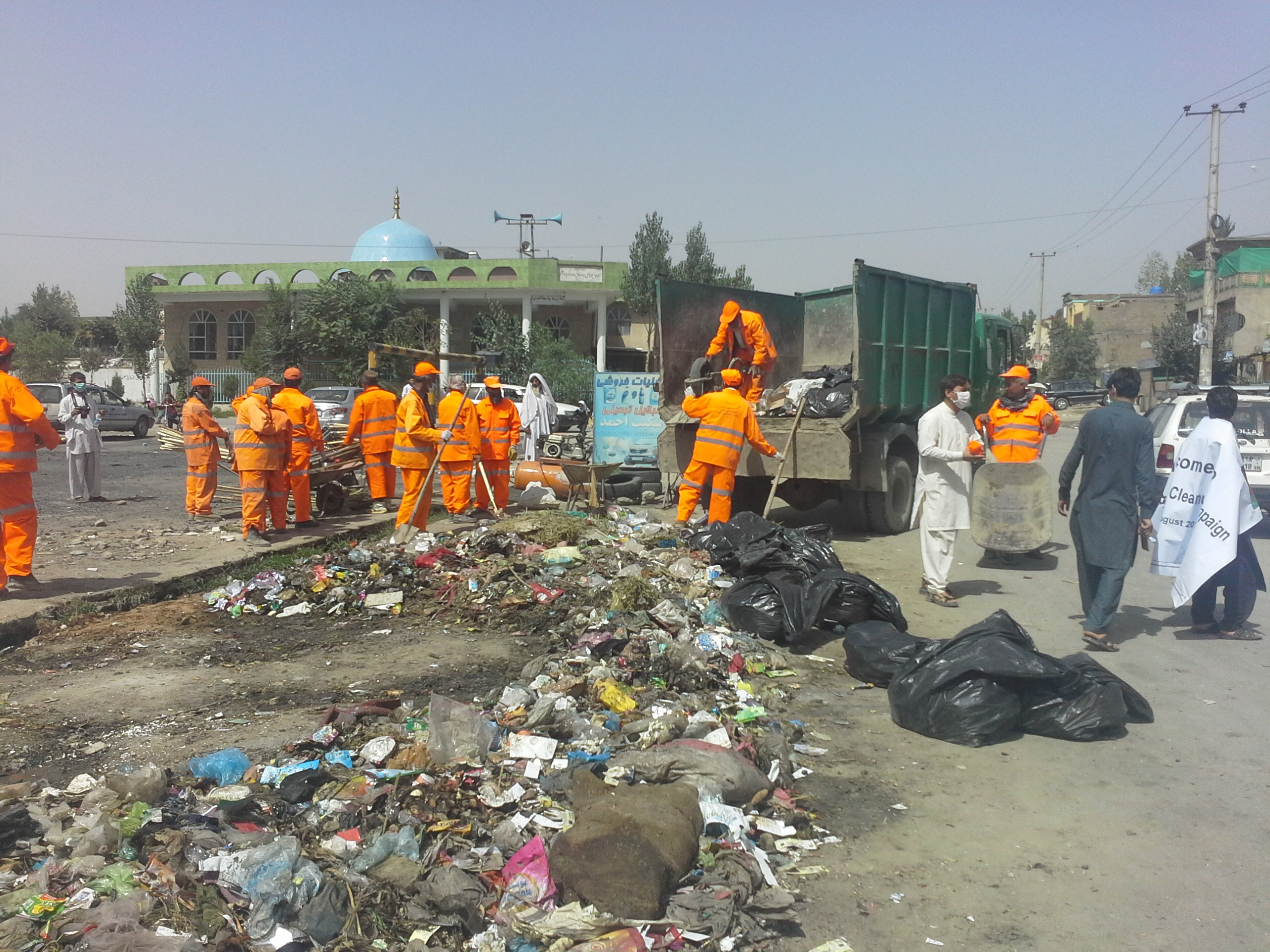
Let's Do It! Afghanistan 2015

Let's Do It! World es un movimiento cívico global que comenzó en Estonia. Se pidió a la gente que se uniera a una serie de eventos de limpieza a nivel local, nacional y regional.
Además de otros proyectos, dio origen al Día de la Limpieza Mundial.
En el año 2008, se concibió por primera vez en Estonia el movimiento Let's do it!, donde en tan solo un día, y entre 50.000 voluntarios, se recogieron más de 10.000 toneladas de residuos ilegales. Tras el liderazgo de Estonia, varios países iniciaron sus propios eventos para limpiar el país. En 2011 una nueva iniciativa llamada Let's do it! World nació con el objetivo de promover limpiezas multitudinarias que tendrían lugar entre el 24 de marzo hasta el 15 de septiembre de 2012. Tras el éxito en 2012, nació el reto del Día de la Limpieza Mundial en 2018.
A día de hoy, el movimiento se ha expandido como una red en 113 países.
Entre todos los países, 14 millones de participantes se han involucrado en el movimiento.
Let's Do It!
Mundo es un miembro acreditado del Programa de las Naciones Unidas para el Ambiente (UNEP, por sus siglas en inglés).
Desde 2017, el movimiento usa la W, 3 dedos de la mano, como símbolo.

## Los orígenes del movimiento multitudinario de limpieza
El 3 de mayo de 2008, cerca de 50.000 personas salieron de sus casas para limpiar Estonia. Los que no pudieron ir, siguieron el proceso a través de las redes sociales.
Eso supone el 4 % de una población de 1,3 millones, lo que equivaldría a 15,3 millones en los EE. UU. o 57 millones en la India.
La idea se expandió de Estonia a toda Europa y más allá. En la primavera de 2009, Letonia y Lituania limpiaron sus países con la ayuda de más de 250.000 personas, y llevan haciéndolo desde entonces cada año con cada vez más gente. El 20 de marzo de 2010, Portugal limpió su país con la ayuda de 200.000 personas. Poco después, Eslovenia batió todos los récords reuniendo a 270.000 (lo que supone el 13 % de la población del país) para llevar a cabo las tareas de limpieza. A principios de junio de ese mismo año, se limpió Kiev, la capital de Ucrania. A finales de 2011, más de 2,5 millones de personas participaron las en las campañas de limpieza Let’s Do it! Que tuvieron lugar en 16 países: Estonia, India, Eslovenia, Serbia, Finlandia, Rumania, Letonia, Lituania, Portugal, Bulgaria, Moldavia, Ucrania, Camboya, Rusia, Hungría y Brasil.

## Limpieza Mundial 2012
Del 24 de marzo al 25 de septiembre de 2012, tuvieron lugar acciones de limpieza por todo el planeta, 96 países y millones de voluntarios unieron fuerzas. Voluntarios de Eslovenia y Portugal iniciaron el movimiento el 24 de marzo de 2012.
Para reunir a emprendedores y líderes y compartir experiencias, los equipos de Let's Do It! organizaron talleres y reuniones locales para iniciar el día de la Limpieza Mundial de 2012 por todo el planeta.Cada grupo u organización lideró el movimiento en su país.

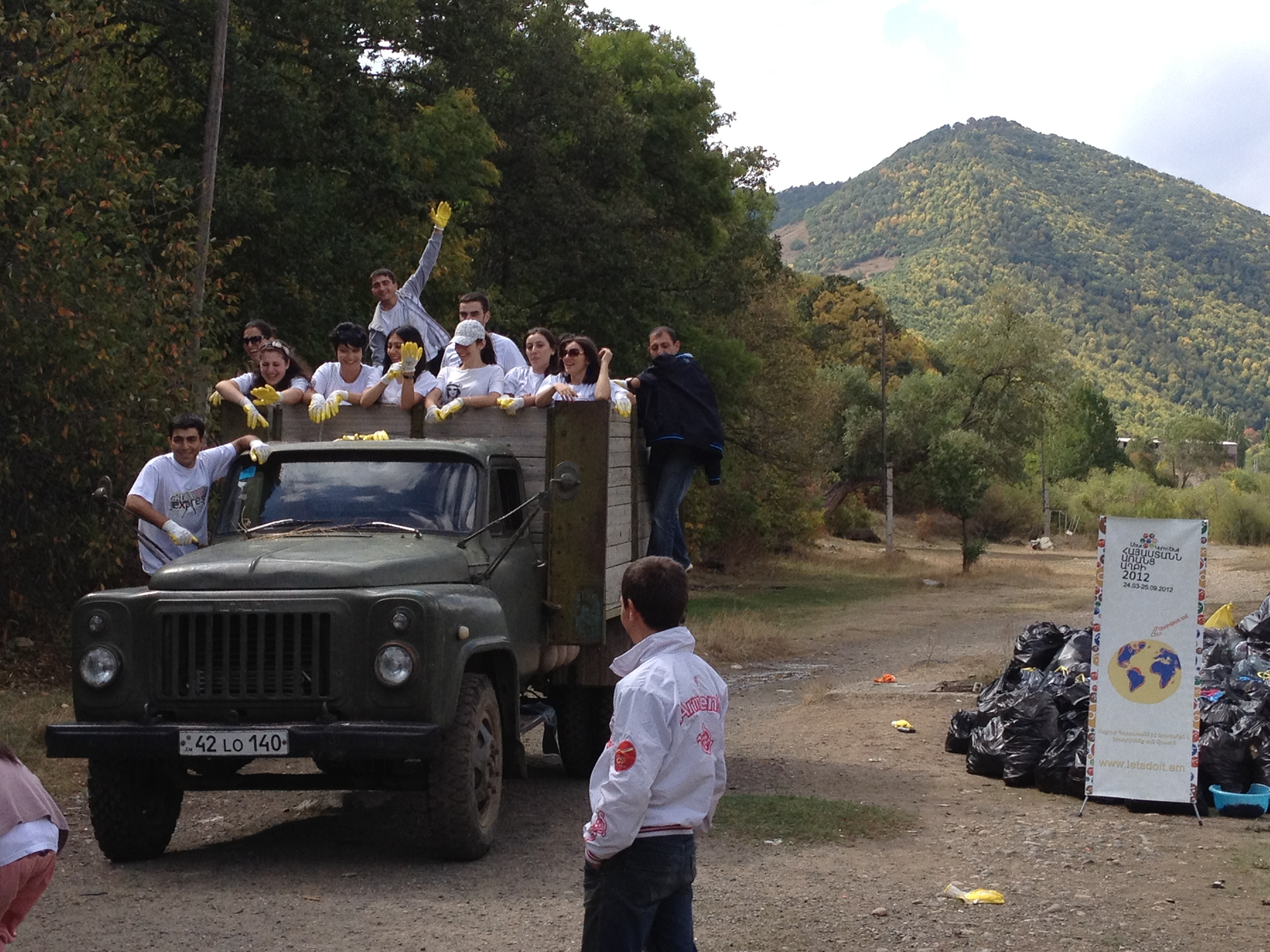
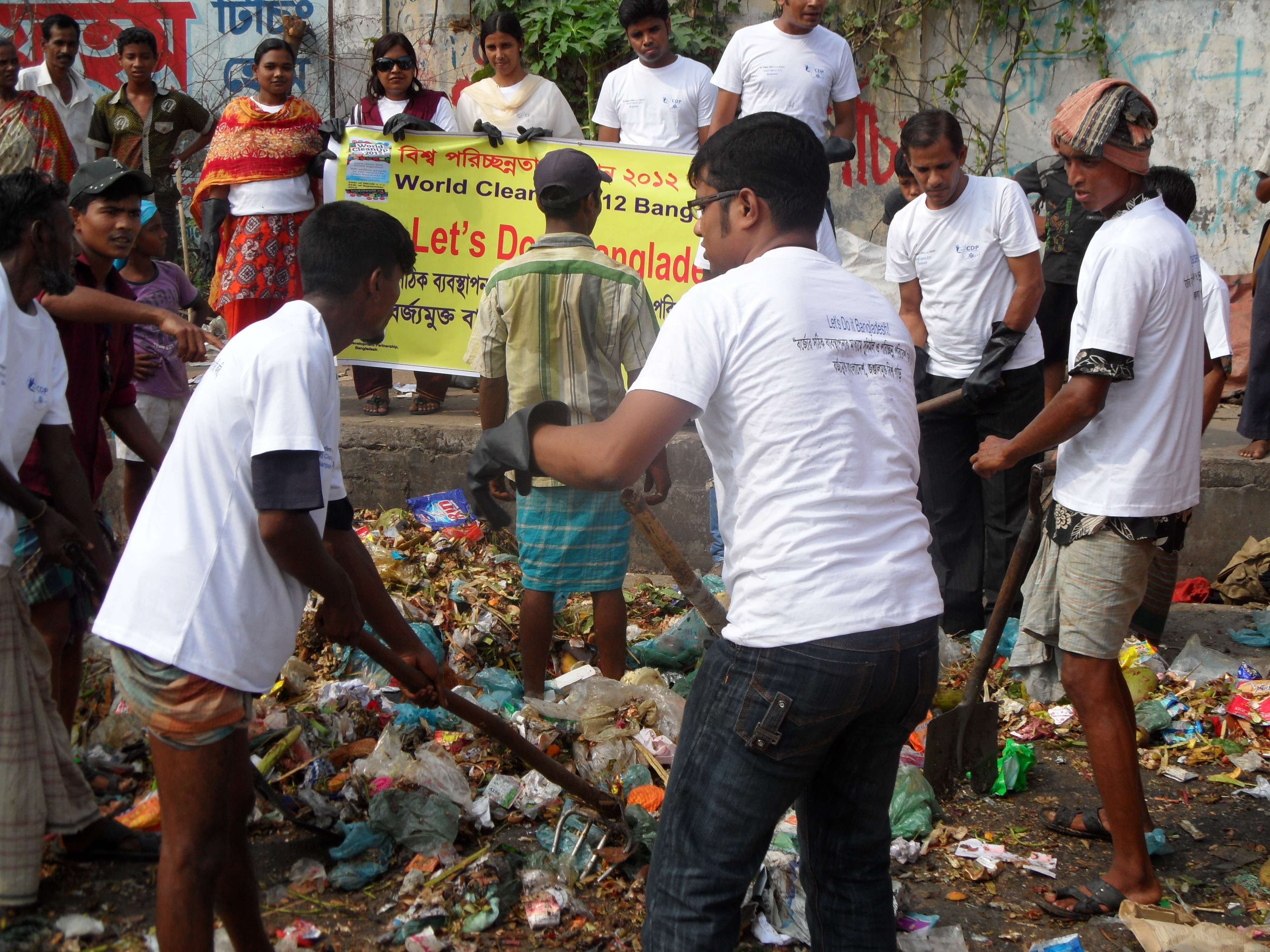
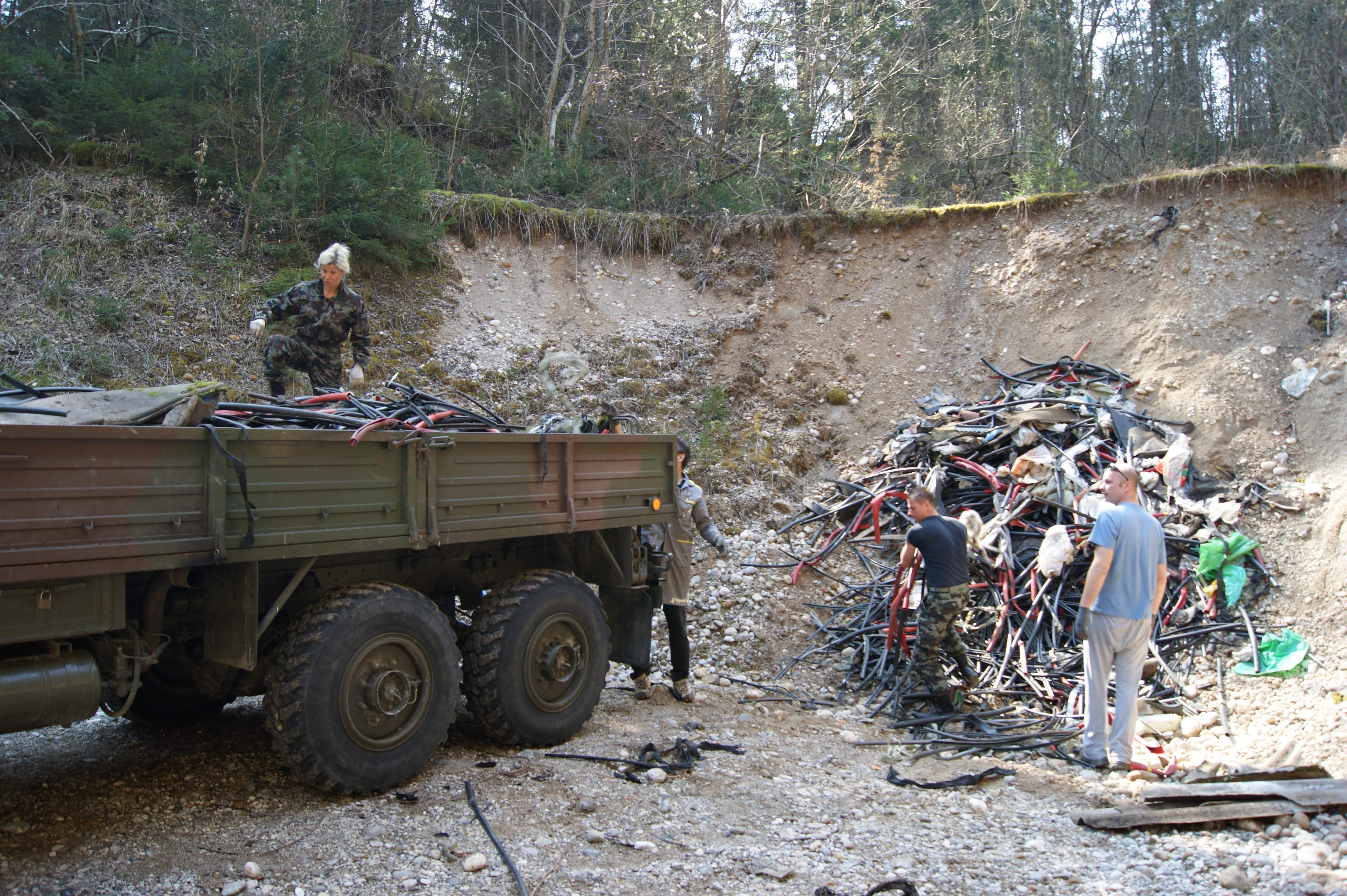

## Actividades por la limpieza mundial hasta 2018
Tras el éxito del proyecto de limpieza mundial en 2012, la organización se fijó objetivos más ambiciosos.Durante la conferencia que tuvo lugar en Pristina (Kosovo) entre los días 6 y 9 de febrero de 2014, se acordó que el propósito del movimiento sería limpiar todos los vertidos ilegales de residuos sólidos del planeta y mantenerlo limpio.
Para alcanzar la transformación más importante en el conjunto de la sociedad, los líderes de cada comunidad se fijaron como meta reunir 380 millones de personas en 2018.
Según Let's Do It!
World, lo que supone un 5 % del conjunto de la población y se estima que es el mínimo necesario para crear un cambio duradero.

## Las mayores acciones de limpieza

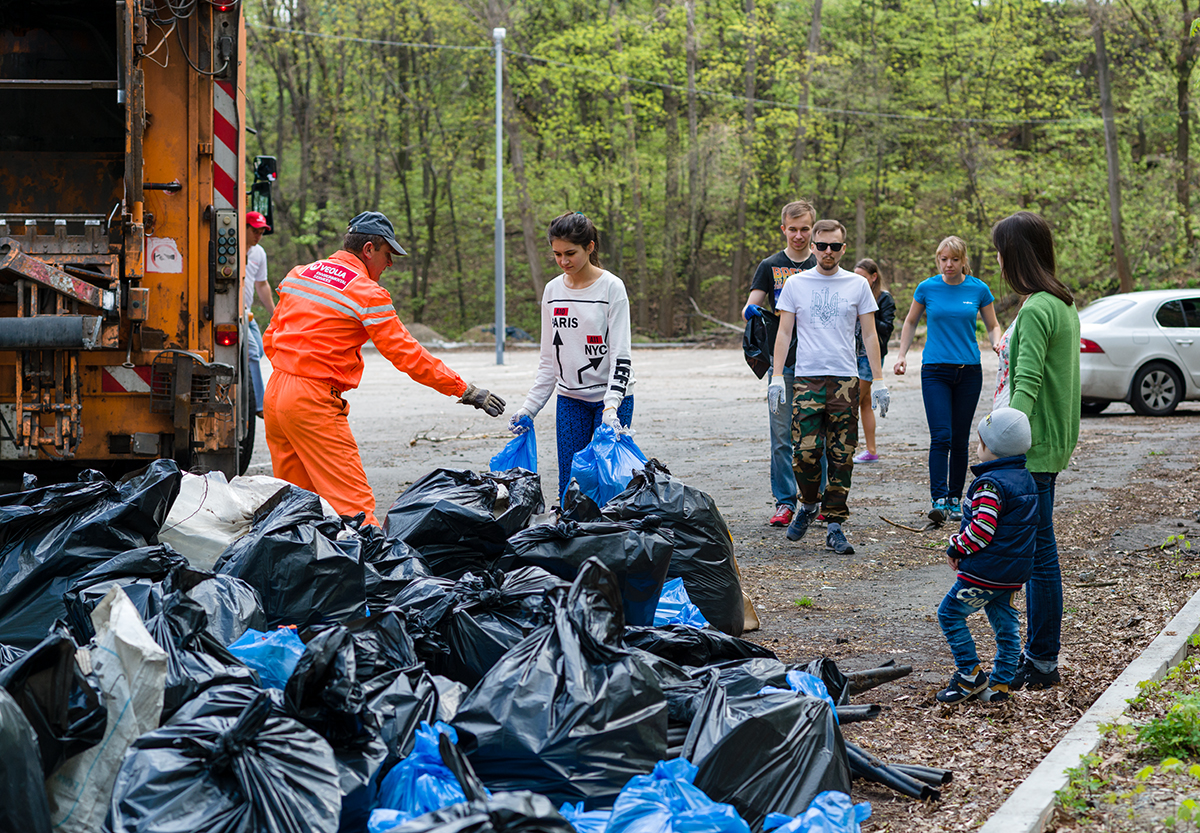
Let's Do It! Ucrania 2015

Las acciones de limpieza más grandes (datos:
octubre 2014) dentro del movimiento han sido en Eslovenia, Bulgaria, Letonia, Lituania, Kosovo y Albania.
En 2012, 289.000 eslovenos (14 % de la población) salieron de sus casas y limpiaron todo el país en un solo día. 
En 2013, 375.000 personas (13,9 % de la población del país) limpiaron Bulgaria en un día.
En 2012, 210.000 personas (10 % de la población del país) limpiaron los residuos ilegales de Letonia en un día.
En 2013, también se llevó a cabo una acción multitudinaria para limpiar Kosovo. Reunió a 132.000 personas (7 % de la población). En el mismo año, Albania llevó a cabo la misma acción con 147.000 personas (5, 25%) y limpió el país en un solo día.
En 2015, 250.000 personas (8,6 % de la población del país) limpiaron los residuos ilegales de Lituania en un día.
En 2015, cerca de 500.000 personas participaron en Ucrania para limpiar vertederos ilegales por todo el país.
Día de la Limpieza Mundial 2018